# Pedro Zaballa
Pedro Zaballa Barquín (* 29. Juli 1938 in Castro Urdiales; † 4. Juni 1997 in Oviedo) war ein spanischer Fußballspieler.

## Karriere

### Verein
Der Stürmer begann seine Profikarriere 1956 beim damaligen Drittligisten Gimnástica de Torrelavega. Bereits im Folgejahr wechselte er zum Ligakonkurrenten SD Rayo Cantabria. Wieder dauerte es nur eine Spielzeit, bis Zaballa sich für einen erneuten Wechsel entschied. Der damalige Erstligist Racing Santander wurde auf den Angreifer aufmerksam und verpflichtete ihn zur Saison 1958/59. In Santander schaffte es Zaballa zum Stammspieler. In drei Jahren war er einer der Leistungsträger der Mannschaft. Im Sommer 1961 gab schließlich der spanische Spitzenklub FC Barcelona die Verpflichtung des Spielers bekannt. Zaballa spielte von 1961 bis 1967 für Barça. Besonders in Erinnerung bleibt er den Barça-Anhängern, als er das 2000. Ligator der Vereinsgeschichte erzielte. Zu den größten Erfolgen dieser Zeit gehört der Gewinn der Copa del Rey 1963 sowie der Erfolg im Messepokal 1965/66. In dem rein spanischen Finale von damals entschied Barcelona nach einem 0:1 im Hinspiel erst durch einen 4:2 nach Verlängerung im Rückspiel das Finale für sich.
Zur Saison 1967/68, seit Saisonbeginn für CE Sabadell aktiv, rückte Zaballa im Spiel gegen Real Madrid für eine besondere Aktion in den Mittelpunkt des Geschehens. Einen Angriff für seine Mannschaft brach der Stürmer plötzlich ab und schob den Ball ins Seitenaus, als er sah, dass sein Gegenspieler Andrés Junquera verletzt auf dem Boden lag. Später wurde ihm für diese Geste von der UNESCO in Paris ein "Fair Play"-Preis verliehen. 1968/69 wurde er mit Sabadell Vierter der Primera División. Dies bedeutete zugleich die beste Platzierung in der Vereinsgeschichte sowie die Qualifikation zum Messestädte-Pokal. Im ersten Spiel gegen den Club Brugge erzielte Zaballa beim 2:0-Sieg den ersten internationalen Treffer seiner Mannschaft. Im Rückspiel unterlag man dann mit 1:5 und musste ausscheiden. Zur Saison 1970/71 wechselte der Offensivspieler ein letztes Mal, um bei Real Oviedo seine Karriere ausklingen zu lassen.

### Nationalmannschaft
In seinem einzigen Länderspiel für Spanien am 8. April 1964 gegen Irland erzielte er beide Treffer zum 2:0-Endstand.

## Erfolge
- Spanischer Pokal: 1963
- Messepokal: 1966